# Джойскім Дава
Джойскім Орельян Дава Чаконте або просто Джойскім Дава (фр. Joyskim Aurélien Dawa Tchakonte; нар. 9 квітня 1996, Коломб, Франція) — камерунський та французький футболіст, центральний захисник «Валміери».

## Клубна кар'єра
Народився в французькому місті Коломб. Футбольній майстерності навчався в молодіжних командах клубів «Ніцца», «Ренн» та «Монако». Дорослу футбольну кар'єру розпочав у нижчоліговому французькому клубі «Авранш», який тоді грав у четвертому по силі дивізіоні Франції. Захищав кольори третьої команди «Авраншу» у сезоні 2013/14 років. У 2014 році повернувся до «Монако», але виступав лише за другу команду «городян». Сезон 2016/17 років провів у португальському клубі «Жил Вісенте» у Сегунда-Лізі (другий дивізіон португальського чемпіонату).
28 лютого 2018 року перейшов до ФК «Маріуполь», ставши першим футболістом в історії клубу з французьким паспортом. Дебютував у футболці маріупольців 4 березня 2018 року в переможному (1:0) домашньому поєдинку 22-го туру Прем'єр-ліги проти донецького «Олімпіка». Дава вийшов у стартовому складі та відіграв увесь матч, а на 5-й хвилині отримав жовту картку. Загалом за два з половиною роки Дава провів 38 матчів в українській Прем'єр-лізі, 5 ігор в Кубку України і 4 поєдинки в Лізі Європи.
У вересні 2020 року перейшов до латвійської «Валміери».

## Кар'єра в збірній
Викликався до складу юнацьких та молодіжної збірних Камеруну.
З 2018 року виступає за збірну Камеруну. Учасник фінального турніру Кубка африканських націй 2019 року, на якому зіграв 1 матч.

## Титули і досягнення
ФКСБ
- Володар Суперкубка Румунії (1): 2024
- Чемпіон Румунії (2): 2023-24, 2024-25